# خمير (طعام)
 خمير طبق تقليدي يتواجد في اليمن و في جنوب السعودية.

## المقادير
- حب ذرة احمر مطحون
- بصلة مقطعة قطع صغيرة ثوم مدقوق + وفلفل حار + كمون + حلبة

## طريقة تجهيز خمير
تطحن الذرة ثم بعد ذلك نضيف اليه الخبز وثم بعد ذلك يطحن مع الخبز ونضيف معه الفلفل والبصل والثوم والكمون والحلبة وندمجها سويا ثم نتركه يختمر لمدة ساعتين إلى 3 ساعات ثم يخبز في الميفا (يقصد به الفرن باللهجة الجنوبية في السعودية) ثم بعد الخبز في الميفا يأكل طريا مع الباميا والطماطم والصليط (يقصد به باللهجة الجنوبية في السعودية زيت السمسم) وايضا يأكل مع اللحم بجميع انواعه.